# Флаг Сутчевского сельского поселения
Флаг Сутчевского сельского поселения — официальный символ муниципального образования Сутчевское сельское поселение Мариинско-Посадского района Чувашской Республики Российской Федерации.
Флаг утверждён 15 августа 2008 года и внесён в Государственный геральдический регистр Российской Федерации с присвоением регистрационного номера 4341.
Флаг составлен на основании герба Сутчевского сельского поселения Мариинско-Посадского района, по правилам и соответствующим традициям вексиллологии, и отражает исторические, культурные, социально-экономические, национальные и иные местные традиции.

## Описание
«Прямоугольное полотнище с отношением ширины к длине 2:3, воспроизводящее композицию герба Сутчевского сельского поселения в зелёном, жёлтом и белом цветах».
Геральдическое описание герба гласит: «В зелёном поле узкий золотой крест с пнистыми концами, поверх всего в середине — серебряная львиная голова прямо, расположенная таким образом, что верхний и боковые концы креста находятся под нею, а нижний выходит у неё из пасти».

## Обоснование символики
Историки считают, что имеющиеся этнокультурные параллели позволяют искать истоки ряда важнейших компонентов этнической культуры чувашей также в среднеазиатских цивилизациях Согдианы и Маргианы, Бактрии. Племена Согды (Сугут) — древнего государства на территории Средней Азии, образованного в X веке до нашей эры, жили много веков назад рядом с древнечувашскими племенами. Произведения согдийских художников и скульпторов сохранились и до наших дней. У них была своя мифология, которая полностью перекликается с древнечувашским воззрением на природу.
Взаимосвязь древнечувашских тюркских племён и согдийских родов обнаружена в орнаментах костюмов, украшениях, головных уборах, существованием топонимов на территории современной Чувашии.
Сугутчане и другие племена, которые соседствовали с ними, очень почитали льва: часто его рисовали, вышивали. Там, где жили в последние тринадцать веков чуваши, львов не было. А само слово «араслан» (лев) в чувашском языке есть. Значит, предки наши знали это слово, вернее, зверя — льва. Не зря в древнем чувашском календаре названия и значения годов пятым годом был Араслан (Лев).
Этногенетические корни чуваш лежат в глубоких пластах истории, они нерасторжимо переплетены с корнями очень многих народов. Поэтому в качестве символа осознания богатой истории и уникальной культуры чувашского народа центральным элементом флага является золотой ельчатый крест, в центре которого серебряная львиная голова.
Лев в геральдике символизирует мощь и независимость, означает силу, покровительство и защиту.
В христианстве лев является эмблемой Святого Марка, поскольку его Евангелие подчёркивает царственное величие Христа, а также ассоциируется с Иисусом Христом, называемом «Львом от колена Иудина».
Изображение головы льва на флаге выбрано в знак того, что духовный опыт народа, приобретённый и умноженный веками, передан нам, нашему времени, нашим потомкам, и вместе с тем изображение смотрящего вперёд льва указывает на то, что поселение находится в Мариинско-Посадском районе, в композиции флага которого присутствует лев.
Золотой ельчатый крест, как и основной зелёный цвет поля щита, символизирует деревообработку у чувашей, которая всегда находилась на высоком уровне.
Почти вся домашняя утварь изготовлялась из дерева. Это и миски для супа, ковши, кадушки сюпсе, плетёные предметы и многое другое.
Особой известностью как в Чувашии, так и за её пределами пользовались мастера плетения, проживающие на территории поселения. Они изготовляли прекрасную гнутую мебель, различные плетёные изделия, которые находили в хозяйстве разнообразное применение. Плели как из цельных, так и из расщеплённых пополам прутьев. Навыки изготовления плетёной мебели передавались из поколения в поколение.
В то же время крест — это знамение подвига победы над смертью, символ четырёх сторон света.
Крест с четырьмя концами напоминает о том, что в далёком прошлом некоторые числа у предков чувашей имели особый символический смысл, связанный с представлением о Вселенной.
Символическое значение числа четыре проявлялось в восприятии перекрёстков дорог, улиц как точек пересечения мифологических путей, соединяющих четыре угла Вселенной. Такое деление модели мира по частям света вызвало выделение четырёх времён года, деление суток на четыре части.
Каждый любит землю, где он родился. И поэтому все фигуры флага символизируют, что жители этого края любят землю своих предков.